# Прапор Скопіна
Прапор «<муніципальне утворення - міський округ місто Скопін» Рязанської області Російської Федерації, поряд з основним муніципальним символом - гербом, є офіційним символом Скопинського міського округу .
Прапор затверджено 23 травня 1997 року  і внесено до Державного геральдичного реєстра Російської Федерації з присвоєнням реєстраційного номера 167.

## Опис
Опис прапора, затверджений Геральдичною радою при Президентові Російської Федерації, говорить:

Полотнище із співвідношенням сторін 2:3, розділене на три горизонтальні смуги. Середня блакитна смуга становить 4/6 висоти полотнища, нижня та верхня жовті смуги дорівнюють 1/6 висоти полотнища кожна. У центрі блакитної смуги біле зображення скопи, що летить.
Опис прапора, внесений до статуту муніципальної освіти - міський округ місто Скопін, говорить:

Прямокутне полотнище прапора складається з широкої горизонтальної смуги блакитного кольору та двох вузьких жовтих (золотих) смуг зверху та знизу. На блакитній смузі вміщено біле зображення скопи, що летить, — традиційного геральдичного символу Скопинського міського округу. Ширина блакитної смуги становить 2/3 ширини прапора, ширина кожної із жовтих смуг — 1/6 ширини прапора, відношення ширини прапора до його довжини 3:4.

## Символіка
Прапор міста створено на основі історичного герба, затвердженого 29 березня, справжній опис якого говорить: «У 1-й частині щита, в золотому полі, частина герба Рязанського: срібний меч і ножни, покладені навхрест, над ними зелена шапка, яка на Князі в намісницькому гербі. У другій частині щита, в блакитному полі, птах, що летить, скопа, що означає ім'я цього міста».
Жовті смуги вздовж верхнього та нижнього країв полотнища підкреслюють приналежність міста Скопіна до Рязанської області, основний колір символіки золотий (жовтий).